# Hypothèse du substrat germanique
L'hypothèse du substrat germanique est une ancienne théorie linguistique qui tentait d'expliquer certaines particularités des langues germaniques à l'intérieur de la famille des langues indo-européennes (IE). Selon cette théorie, certains éléments du vocabulaire et de la syntaxe du proto-germanique ne semblaient pas montrer d'origine indo-européenne, conduisant certains linguistes à le qualifier de langue créole. La langue proto-germanique (une langue reconstruite) aurait été le résultat du brassage linguistique de locuteurs indo-européens avec des locuteurs d'un substrat non indo-européen. 
Toutefois, la notion typologique de créole ne convenait pas au vu de la cohérence du germanique sur la durée. La notion de substrat était suffisante. La question centrale était de savoir si les traits du germanique commun étaient des archaïsmes à l'intérieur de l'indo-européen ou l'effet de substrat dû à une autre langue, IE ou non-IE. Des adstrats occidentaux n'étaient pas non plus à exclure.

## Historique
Cette théorie a d'abord été proposée par le linguiste Sigmund Feist (en) en 1932. Il estimait qu'environ un tiers du lexique proto-germanique provenait d'un substrat non indo-européen et que la supposée réduction du système flexionnel était le résultat d'une créolisation avec ce substrat. La culture et les peuples desquels ce substrat aurait tenu son origine ont été un sujet d'étude et de débats académiques. Les candidats étaient nombreux à l'Épipaléolithique, comme la culture de Hambourg, au Mésolithique, comme la culture Fosna-Hensbacka, ou au Néolithique, comme la culture rubanée.

## Un groupe distinct?
La loi de Grimm décrit dans les langues germaniques une mutation phonétique qui a affecté toutes les consonnes occlusives héritées de l'indo-européen commun (IEC). Les langues germaniques partagent aussi une évolution dans la grammaire. La moitié des cas nominaux caractérisés dans les langues les plus conservatrices, telles que le sanskrit, le lituanien ou les langues slaves, sont absents de la branche germanique. Cependant, d'autres langues indo-européennes reconstruites et antérieures aux langues germaniques, tel que le hittite, ont aussi un inventaire réduit de cas. On ne sait pas si le germanique et le hittite les ont perdus, ou bien s'ils ne les ont jamais acquis. De plus, le développement de la flexion est récent dans les langues indo-européennes. La flexion étant d'ailleurs issue d'un procédé de suffixation, elle n'est pas un indice suffisant. Le verbe germanique a également été remodelé, présentant moins de modes grammaticaux, et nettement moins de flexions pour la voix passive.

## Hybridation possible
Il a été proposé que l'apparition du proto-germanique se soit produite comme un hybride de deux dialectes indo-européens, un de type centum et un autre de type satem, bien qu'ils auraient été mutuellement intelligibles à l'époque de l'interférence. Cette hypothèse aurait expliqué la difficulté à trouver la place précise du germanique dans la famille indo-européenne (quoique les langues germaniques soient communément classées comme langues centum, dues à la correspondance dans l'exemple démontré par les mots hund et non sund (angl. hundred "cent", ~ centum avec une consonne fricative gutturale selon la loi de Grimm) et hwis, non pas his (angl. who "qui", ~ latin quis )). Quoi qu'il en soit, la distinction kentum / satem n'a plus l'importance qu'on lui prêtait au XIXe siècle.

## Influence non indo-européenne
L'hypothèse du substrat germanique tentait d'expliquer ces caractéristiques comme le résultat de la créolisation entre une langue indo-européenne et une langue non indo-européenne. Ayant écrit un article d'introduction aux langues germaniques dans The Major Languages of Western Europe, le germaniste John A. Hawkins y exposait les arguments pour un substrat germanique. Hawkins argüait que le proto-germanique comptait un peuple de langue non indo-européenne et empruntait plusieurs attributs de sa langue. Il émettait l'hypothèse que la première mutation consonantique de la loi de Grimm était le résultat de locuteurs d'origine étrangère tentant de prononcer les sons indo-européens, et qu'ils avaient eu recouru aux sons les plus proches dans leur propre langue pour y parvenir. Mais pour que ce processus parvienne à un résultat cohérent il supposait un passage au plan phonologique.   
Kalevi Wiik, un phonologiste, a mis en avant une hypothèse controversée qui prétendait que le substrat pré-germanique était d'origine finnoise, donc non indo-européenne. Wiik affirmait qu'il y avait des similarités entre des erreurs de prononciation en anglais typiques des locuteurs finnois et la mutation phonétique historique de l'Indo-européen commun au proto-germanique,. La perspective diachronique était ici évacuée. Les arguments de Wiik se fondaient sur l'assertion que seulement trois groupes de langues existaient dans l'Europe pré-indo-européenne, à savoir les langues ouraliennes, l'indo-européen commun et le basque, ce qui est le cas aujourd'hui mais est fortement contesté avant notre ère. Ainsi, selon Wilk, les locuteurs ouraliens auraient été les premiers à s'établir dans la majeure partie de l'Europe, et la langue des nouveaux venus indo-européens aurait été influencée par la population autochtone ouralienne, produisant la langue proto-germanique,. De nos jours, des contacts anciens entre Proto-Ouraliens et Proto-Indo-Européens sont souvent invoqués pour expliquer certains emprunts entre les deux groupes.
Pour Guus Kroonen, en 2013, l'hypothèse la plus prometteuse pour étayer la théorie d'un substrat germanique était le lien avec l'introduction de l'agriculture en Europe, par la diffusion démique de populations issues d'Anatolie, puis des Balkans, et associées à la culture rubanée d'Europe centrale vers 5500 – 5000 av. J.-C.. Après avoir considéré un certain nombre de termes du lexique, Kroonen avançait qu'une partie des données soutenait l'hypothèse du substrat néolithique. Les Indo-Européens se sont en effet installés en Europe centrale à partir d'environ 3000 av. J.-C. parmi des cultures néolithiques et ils auraient emprunté des termes agricoles aux langues pré-indo-européennes locales.

## Objections
La théorie des substrats était considérée comme un domaine de recherche non consensuel, notamment parce que presque aucun résultat réfutable n'avait été présenté au cours du XXe siècle. Ainsi, le substrat germanique a déjà été associé au basque, aux langues sémitiques (Vennemann 1995) et aux langues ouraliennes (Wiik 2002), mais les preuves de ces hypothèses n'étaient pas convaincantes,.
La principale raison pour laquelle la théorie du substrat germanique est maintenant considérée comme obsolète est que, pour de nombreux mots supposés non indo-européens dans le lexique germanique reconstruit, des points de comparaison étymologiques ont entretemps été trouvés dans d'autres langues indo-européennes. La plupart des publications scientifiques récentes sur la langue proto-germanique ne mentionnent plus l'hypothèse du substrat, y compris la Early Germanic Grammar de Joseph B. Voyles. Dans certains cercles, cependant, la théorie est toujours présentée, par exemple à l'école d'historio-linguistique de Leyde.